# Tamarix usneoides
Tamarix usneoides är en tamariskväxtart som beskrevs av Ernst Meyer. Tamarix usneoides ingår i släktet tamarisker, och familjen tamariskväxter. Inga underarter finns listade.